# Уилям Елфорд Лийч
Уилям Елфорд Лийч е английски зоолог, член на Британското кралско научно дружество.

## Биография
Уилям Елфорд Лийч е роден на 2 февруари 1790 г. в Плимът.
През 1813 г. е назначен за помощник-библиотекар в отдела по зоология на Британския музей. Междувременно започва работа в отдела по естествознание. Благодарение на това, че е експерт по ракообразни и мекотели, той създава повече от 380 нови рода.
От 1817 г. е член на Британското кралско научно дружество.
Умира на 25 август 1836 г. в Сан Себастиано Куроне.